# Scipion l'Asiatique
Pour les articles homonymes, voir Cornelius Scipio et Asiaticus.
Lucius Cornelius Scipio Asiaticus (dit Scipion l'Asiatique) fut un général et homme d'État romain. Il était le fils de Publius Cornelius Scipio et frère de Scipion l'Africain. Il fut élu consul en 190 av. J.-C., et mena les armées romaines (avec son frère) à la victoire lors de la bataille de Magnésie du Sipyle cette année-là.
Il accompagna son frère durant ses campagnes en Espagne et en Afrique. C’est souvent à lui que revint la charge de se rendre auprès du sénat pour y annoncer les victoires de son frère. En 191 av. J.-C., il accompagna Manius Acilius Glabrio. Lorsqu’il fut élu consul en 190, il fut choisi pour succéder à Glabrio en Grèce. Il mena les armées romaines, avec son frère comme lieutenant, à la victoire contre Antiochos III lors de la bataille de Magnésie du Sipyle. À son retour à Rome, il fut accusé d’avoir détourné de l’argent. Il ne dut d’éviter un emprisonnement qu’à l’intervention de Tiberius Gracchus.
D'après Paul Goukowsky, L. Scipio Asiaticus serait l'initiateur de l'imitatio Alexandri. En effet, il met en évidence que lors de son passage en Asie, Scipion l'Asiatique a réalisé une offrande à Ilion, célébrant les origines troyennes de Rome. De plus, à l'occasion de son triomphe, il aurait fait placer sur le capitole une statue le représentant habillé en grec en référence à Alexandre le Grand.